# Jay Ngwele
Jay Ngwele, né le 5 avril 1973, est un homme politique vanuatais.

## Biographie
Il étudie à l'université de technologie de Papouasie-Nouvelle-Guinée à Lae, avec un financement fourni par la Nouvelle-Zélande. Il travaille pour une compagnie portuaire à Luganville, deuxième ville du Vanuatu, et en devient le président. Le 3 mars 2011, il est employé comme conseiller du nouveau ministre vanuatais des Infrastructures et des Services publics, Harry Iauko. Le lendemain, il conduit la voiture qui amène Iauko au siège du journal Vanuatu Daily Post. Il pénètre illégalement avec lui et d'autres hommes dans les locaux du journal, et assiste au passage à tabac par ces hommes du fondateur et directeur du journal, Marc Neil-Jones. Jay Ngwele plaide coupable et est condamné à une amende,.
Aux élections législatives de 2016, il est élu député de la circonscription d'Ambae au Parlement de Vanuatu, sous l'étiquette du groupe Iauko composé des proches de Harry Iauko, mort subitement en 2012. Le groupe se fond dans le Parti national unifié, mais c'est sous l'étiquette du Parti du développement rural que Jay Ngwele est réélu aux élections législatives de 2020. Il est nommé ministre des Infrastructures et des Services publics dans le gouvernement de Bob Loughman,.